# Tuffi ai Giochi della XVIII Olimpiade - Trampolino 3 metri femminile
Il concorso dei tuffi dal trampolino 3 metri femminile dei Giochi olimpici di Tokyo 1964 si è svolto l'11 e 12 ottobre 1964. Hanno partecipato 21 atlete, provenienti da 9 differenti nazioni. Le atlete che hanno ottenuto il miglior punteggio nel turno preliminare si sono qualificate alla finale che ha attribuito le medaglie.
La medaglia d'oro è stata vinta dalla campionessa olimpica in carica Ingrid Engel-Krämer che ha preceduto le statunitensi Jeanne Collier e Patsy Willard.

## Formato
La competizione è stata divisa in due fasi:
1. Preliminare (11 ottobre)
Le tuffatrici hanno eseguito cinque tuffi obbligatori con limiti di difficoltà e due tuffi liberi senza limiti di difficoltà. Le migliori nove atlete hanno avuto accesso alla fase di finale.
2. Finale (12 ottobre)
Le tuffatori hanno eseguito tre tuffi liberi senza limiti di difficoltà.

La classifica finale è stata determinata dalla somma dei punteggi del turno preliminare e della finale.

## Risultati

### Preliminare
| Pos. | Atleta                 | Nazione          | Totale | Tuffi | Tuffi | Tuffi | Tuffi | Tuffi | Tuffi | Tuffi |
| Pos. | Atleta                 | 1º               | Totale | 2º    | 3º    | 4º    | 5º    | 6º    | 7º    |       |
| ---- | ---------------------- | ---------------- | ------ | ----- | ----- | ----- | ----- | ----- | ----- | ----- |
| 1    | Ingrid Engel-Krämer    | Germania         | 94,69  | 11,84 | 12,24 | 13,68 | 10,80 | 14,25 | 15,60 | 16,28 |
| 2    | Patsy Willard          | Stati Uniti      | 92,68  | 11,52 | 13,77 | 14,25 | 10,50 | 14,06 | 15,60 | 12,98 |
| 3    | Jeanne Collier         | Stati Uniti      | 89,94  | 11,68 | 12,75 | 13,68 | 10,35 | 11,78 | 14,30 | 15,40 |
| 4    | Sue Gossick            | Stati Uniti      | 89,29  | 11,20 | 12,41 | 12,16 | 8,97  | 12,73 | 14,40 | 17,42 |
| 5    | Angelika Hilbert       | Germania         | 86,53  | 10,08 | 12,07 | 13,30 | 9,15  | 11,59 | 14,74 | 15,60 |
| 6    | Tamara Fyedosova       | Unione Sovietica | 85,85  | 11,84 | 12,75 | 14,06 | 7,20  | 12,16 | 12,88 | 14,96 |
| 7    | Kanoko Tsutani-Mabuchi | Giappone         | 85,27  | 9,44  | 11,39 | 10,26 | 10,35 | 12,35 | 16,08 | 15,40 |
| 8    | Yelena Anokhina        | Unione Sovietica | 85,20  | 10,72 | 11,73 | 12,92 | 9,60  | 12,92 | 11,44 | 15,87 |
| 9    | Kumiko Watanabe        | Giappone         | 84,40  | 11,36 | 6,97  | 12,35 | 9,49  | 13,49 | 15,62 | 15,12 |
| 10   | Christiane Lanzke      | Germania         | 82,56  | 9,92  | 12,24 | 13,11 | 9,30  | 13,11 | 10,80 | 14,08 |
| 11   | Judy Stewart           | Canada           | 82,39  | 8,40  | 11,05 | 13,11 | 8,19  | 12,16 | 14,30 | 15,18 |
| 12   | Vera Baklanova         | Unione Sovietica | 82,04  | 11,36 | 11,56 | 11,21 | 9,75  | 9,88  | 12,88 | 15,40 |
| 13   | Robyn Bradshaw         | Australia        | 77,64  | 9,44  | 10,37 | 12,35 | 9,15  | 9,31  | 14,30 | 12,72 |
| 14   | Susan Knight           | Australia        | 76,76  | 9,44  | 7,14  | 12,16 | 10,20 | 9,69  | 14,49 | 13,64 |
| 15   | Elisabeth Svoboda      | Austria          | 75,45  | 9,10  | 9,35  | 11,97 | 6,89  | 11,40 | 12,10 | 14,64 |
| 16   | Ingeborg Pertmayr      | Austria          | 74,31  | 8,48  | 8,84  | 11,40 | 9,60  | 8,93  | 13,86 | 13,20 |
| 17   | Lindsay Grant Stuart   | Rhodesia         | 74,28  | 10,08 | 7,31  | 12,16 | 9,00  | 11,02 | 12,98 | 11,73 |
| 18   | Ursula Sindelar        | Austria          | 70,27  | 10,08 | 10,20 | 11,78 | 8,97  | 6,84  | 10,08 | 12,32 |
| 19   | Carol Ann Morrow       | Canada           | 64,07  | 9,66  | 11,22 | 12,16 | 7,95  | 10,45 | 7,35  | 5,28  |
| 20   | Sarie Bezuidenhout     | Rhodesia         | 63,50  | 8,26  | 8,33  | 11,40 | 7,65  | 9,12  | 10,34 | 8,40  |
| 21   | Kerstin Rybrant        | Svezia           | 61,74  | 8,64  | 3,57  | 10,07 | 7,54  | 8,55  | 12,81 | 10,56 |

### Finale
| Pos.    | Atleta                 | Nazione          | Prelim. | Tuffi | Tuffi | Tuffi | Finale | Totale |
| Pos.    | Atleta                 | 1º               | Prelim. | 2º    | 3º    |       | Finale | Totale |
| ------- | ---------------------- | ---------------- | ------- | ----- | ----- | ----- | ------ | ------ |
| Oro     | Ingrid Engel-Krämer    | Germania         | 94,69   | 15,87 | 17,16 | 17,28 | 50,31  | 145,00 |
| Argento | Jeanne Collier         | Stati Uniti      | 89,94   | 11,50 | 19,50 | 17,42 | 48,42  | 138,36 |
| Bronzo  | Patsy Willard          | Stati Uniti      | 92,68   | 15,12 | 14,30 | 16,08 | 45,50  | 138,18 |
| 4       | Sue Gossick            | Stati Uniti      | 89,29   | 15,18 | 14,52 | 10,71 | 40,41  | 129,70 |
| 5       | Tamara Fyedosova       | Unione Sovietica | 85,85   | 11,28 | 14,08 | 15,12 | 40,48  | 126,33 |
| 6       | Yelena Anokhina        | Unione Sovietica | 85,20   | 15,84 | 10,56 | 14,00 | 40,40  | 125,60 |
| 7       | Kanoko Tsutani-Mabuchi | Giappone         | 85,27   | 14,07 | 10,34 | 15,60 | 40,01  | 125,28 |
| 8       | Angelika Hilbert       | Germania         | 86,53   | 10,12 | 15,18 | 11,44 | 36,74  | 123,27 |
| 9       | Kumiko Watanabe        | Giappone         | 84,40   | 14,30 | 10,12 | 11,52 | 35,94  | 120,34 |